# Arkiv X
Arkiv X (originaltitel: The X-Files) är en populär amerikansk TV-serie, sänd i elva säsonger under perioden 1993 till 2002 samt från 2016 och framåt. Serien, som skapades av Chris Carter, handlar om de två FBI-agenterna Dana Scully och Fox Mulder som arbetar på FBI:s avdelning för paranormala fenomen. Framgången både hos publik och kritiker kom redan under första säsongen, och berodde enligt många på skådespelarna David Duchovny och Gillian Anderson. Gillian Anderson är den enda skådespelaren som medverkat i nästan alla avsnitt – 217, jämfört med Duchovnys 193. 
Förutom TV-serien har det även gjorts två långfilmer, Arkiv X: Fight The Future (1998) och Arkiv X: I Want to Believe (2008).
Serien kom tillbaka för en tionde säsong under början av 2016, bestående av endast sex avsnitt. Säsongen mottogs väl av kritiker och FOX beställde ännu en säsong. Säsong 11 sändes mellan 3 januari och 21 mars 2018.

## Seriens tillkomst

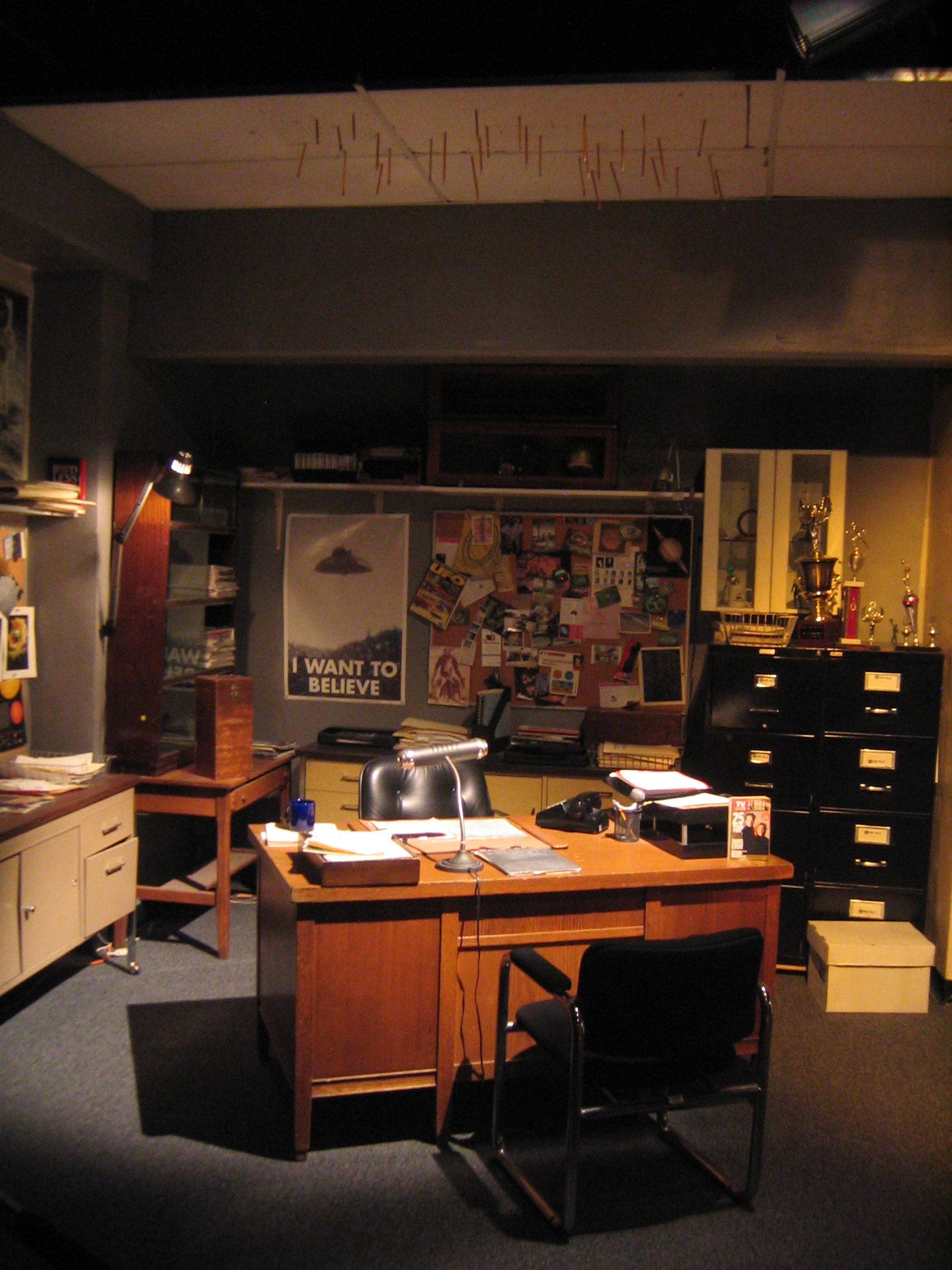
Mulders kontor, som i serien är beläget längst ner i J. Edgar Hoover Building.

Seriens skapare, Chris Carter, hade tidigare skrivit för flera TV-serier, mest familjecentrerade, men var fortfarande ganska okänd. Under ett möte med Peter Roth, en av cheferna på Twentieth Century Fox, berättade Carter att han ville göra en serie som var "riktigt skrämmande" eftersom det saknades en sådan serie på TV. Förebilden var TV-serien Kolchak: The Night Stalker som gick 1974-75, en antologiserie där en reporter mötte vampyrer, varulvar och zombier.. Kombinerat med filmen När lammen tystnar som nyss haft stora framgångar, gav det Carter uppslaget att låta FBI utreda en serie oförklarliga fenomen. Carter inspirerades även av de tidigare TV-serierna The Twilight Zone, Night Gallery, Tales from the Darkside ochTwin Peaks
En studie, som presenterades av Roper Organisation, visade att cirka tre procent av alla amerikaner trodde att de blivit kidnappade av utomjordingar. Carter lät därför en av huvudpersonerna ha en syster som blivit bortförd av utomjordingar när han var 12 år gammal.
Ytterligare en inspirationskälla var filmen Alla presidentens män om Watergateaffären, där Carter fick inspirationen till informatören "Deep Throat", regeringskonspirationen och möten på mörka bilparkeringar.
Carter hade till en början svårt att sälja idén till Fox, bland annat för att det fanns en risk att serien skulle se orealistisk ut. Därför arbetade Carter hårt med att göra FBI-delen så autentisk som möjligt. Därför inleddes också det första avsnittet, som sändes 10 september 1993, med en skylt som upplyste tittarna om att avsnittet var "inspirerat av verkliga händelser". Det första avsnittet hade strax över 7,5 miljoner tittare, det vill säga 15% av de amerikanska tittarna, vilket var oväntat starka siffror för en ny serie.
Säsongerna 1 till 5 spelades in i och kring Vancouver, British Columbia, Kanada. Tv-inspelningarna flyttade sedan till Los Angeles, USA, från och med säsong 6 och framåt. Att man valde att spela in i USA istället berodde dels på skådespelaren David Duchovny  som inte gillade den långa geografiska separationen med sin fru samt att Gillian Anderson  också ville spela in i USA. I samband med flytten byttes stora delar av inspelningsteamet ut mot ny personal i Los Angeles.

## Seriens grundidé

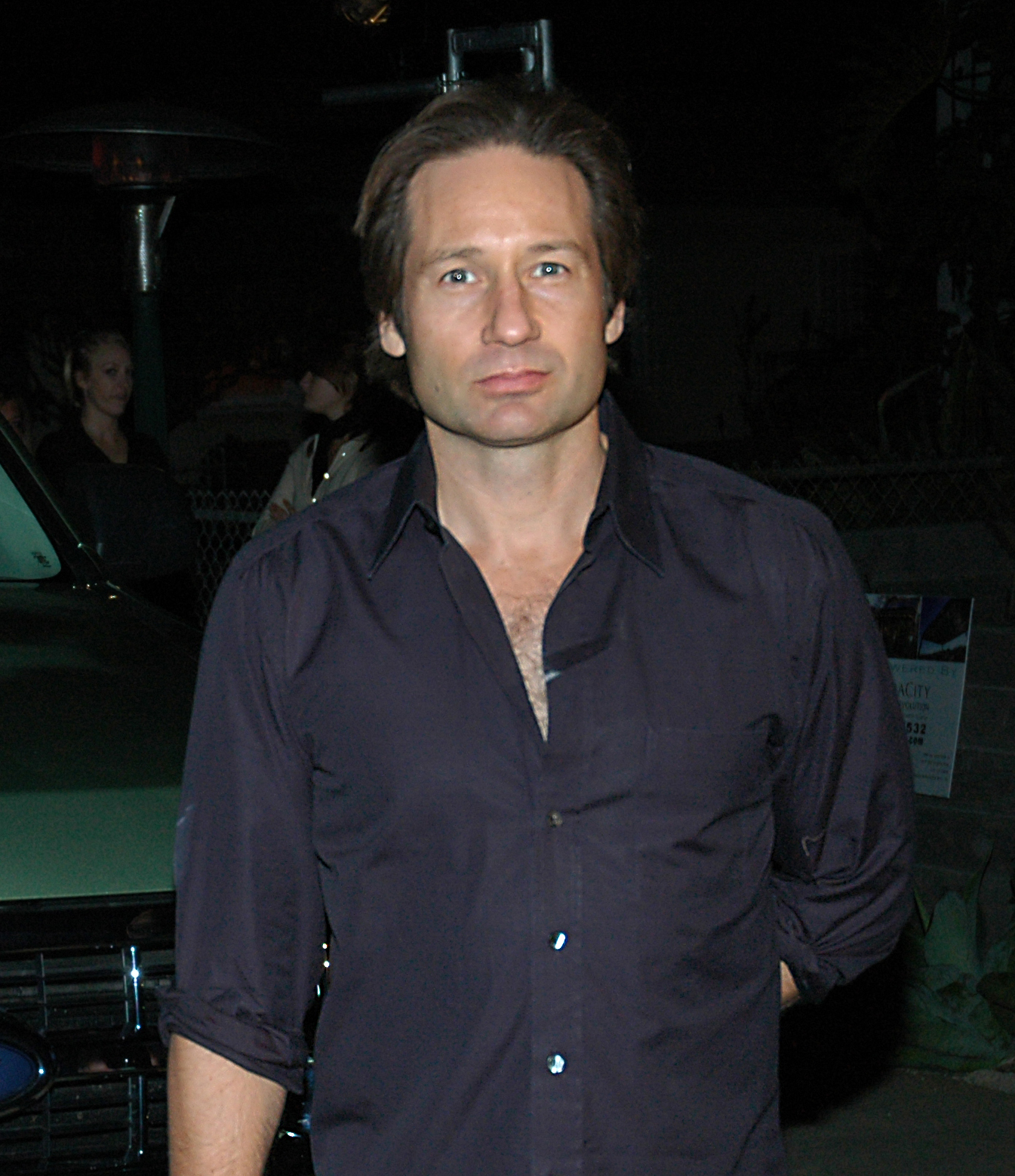
David Duchovny som spelar Fox Mulder.

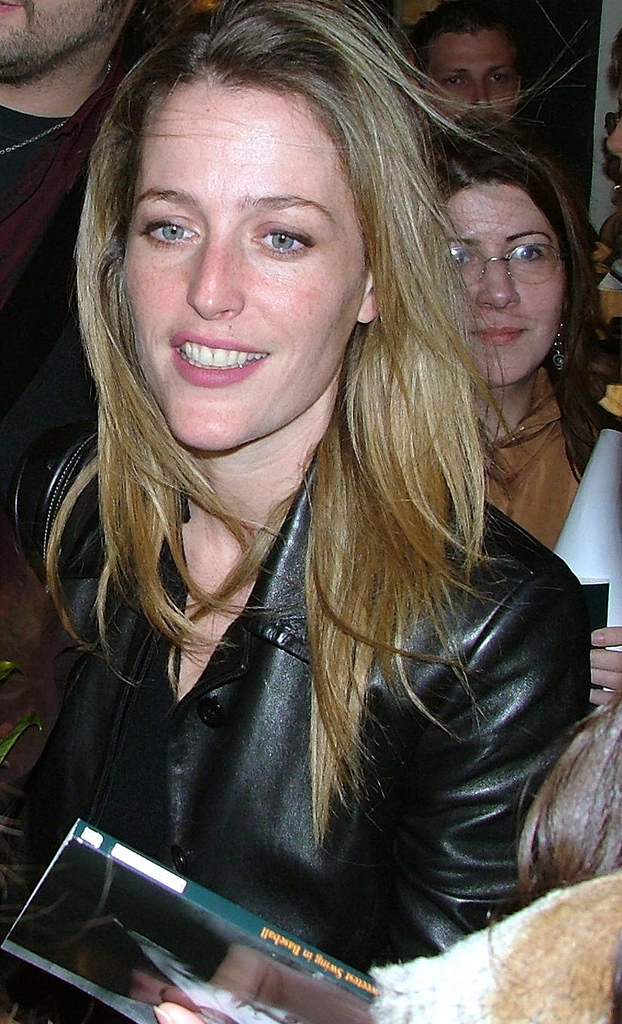
Gillian Anderson som spelar Dana Scully.

Läkaren, skeptikern och FBI-agenten Dana Scully får i uppdrag att tjäna som vetenskaplig motvikt till den kollega som har tagit på sig att arbeta med FBI:s så kallade X-akter, det vill säga de fall som inte har kunnat lösas med normala medel, så att hans arbete kan styras åt rätt håll. Men när Scully möter den passionerade, påläste och lite underlige Fox Mulder, och allt konstigare fall kommer i deras väg får hon svårt att hålla sig objektiv. Hon bestämmer sig för att ansluta sig till samma avdelning, men upptäcker snart att Mulders misstankar om en konspiration inom FBI - och kanske på högre ort - stämmer. 
Mulders och Scullys samarbete leder dem runt i USA, och i undantagsfall även utanför landets gränser, till undersökningar av diverse mystiska fall: givetvis UFO:n och monster, men Carter ville även vidga vyerna och tog därför med människor som kan styra eld, brottslingar som går igen, skuggvarelser som kan sluka levande människor, etcetera. . Serien blev både kritiserad och prisad för att många av avsnitten slutade med att Mulder och Scully misslyckades med sina uppdrag. Fansen delade snart in avsnitten i två kategorier: 
- "myt"-avsnitt (på engelska "Mytharc"), som handlade om den pågående konspirationen och den stundande utomjordingsinvasionen enligt mayakalendern. Dessa avsnitt för även seriens handling vidare: relationen mellan Mulder och Scully, karaktärernas utveckling inom FBI och så vidare.
- "veckans monster"-avsnitt (på engelska "Monster of the Week"), med fristående berättelser om spöken, sekter och mördare.

Bland de få allierade Mulder har finns informatören Deep Throat, hans efterföljare (endast känd som X), dennes efterföljare Marita Covarrubias samt de udda konspirationsteoretikerna bakom tidningen The Lone Gunman (Frohike, Langley och Byers). På lite mer oklar sida står Mulders och Scullys chef Assistant Director Skinner och den gåtfulle Cigarette Smoking Man (på svenska har namnet varierat efter översättare, han har bland annat kallats "Cigarettrökaren", "Rökaren" och "Cancermannen") som dels verkar vara inblandad i konspirationen (som på något sätt handlar om att dölja att utomjordingar redan kommit till jorden), dels verkar beskydda Mulder. 
Avsnittens idéer och stil liknade de tidigare succéerna The Outer Limits, Twilight Zone och Twin Peaks, om än ofta med en speciell verbal humor som de serierna saknade. Andra inspirationskällor var den tecknade serien Men in black, som senare blev film, och olika dagsaktuella händelser.
Efter hand började många fans, som på nätet självmant myntade begreppet X-Philes (X-ofiler) för att slippa att någon annan hittade ett namn åt dem (se trekkers) att spekulera om Mulders och Scullys relation. Vissa ville se den fullbordas, och dessa kom att kallas för shippers (efter engelskans relationship, förhållande), medan andra absolut inte ville att serien skulle förvandlas på samma sätt som exempelvis Par i brott gjort. Chris Carter var själv skeptisk till att låta Mulder och Scullys relation utvecklas i romantisk riktning.

### Förändringar i upplägget
När Gillian Anderson i slutet av första säsongen blev med barn fick produktionen problem. Avsnitten byggde till stor del på samspelet mellan Mulder och Scully, med Mulder som teorisnickrare på fältet medan Scully obducerade och tog reda på fakta. För att gå runt problemet blev Arkiv X-avdelningen nedlagd, Mulder fick en ny partner, Alex Krycek, och Scully blev kidnappad av utomjordingar. Så snart Anderson blev tillräckligt pigg att fortsätta återinfördes avdelningen, Krycek avpolletterades och Scullys trauma från kidnappningen skulle bearbetas.
Det första avsnittet som bröt mot den milda skräckstil som serien haft sedan start var "Humbug" i säsong 2. Det var fokuserat på humor, och fick över lag god kritik. Därefter följde flera i samma ådra: "Clyde Bruckman's Final Repose", "War of the Coprophages", "Jose Chung's From Outer Space" i säsong 3 och senare även andra typer av experimentella avsnitt: "The Field Where I Died" (där stora delar av avsnittet utspelas i en dröm) och "Musings of a Cigarette-Smoking Man" (där huvudpersonen är Cigarette-Smoking Man och intrigen liknar Forrest Gumps inhopp i världshistorien) i säsong 4, "The Post-Modern Prometheus" (i svartvitt) och "Travelers" (som skildrar ett fall som Mulders pappa utredde på 1960-talet) i säsong 5, "Hollywood A.D." där en ettrig filmproducent gör en film om Mulders och Scullys arbete på Arkiv X i Säsong 7. 

### The X-Files: Fight the Future
Efter den femte säsongen, producerades 1998 långfilmen Arkiv X: Fight The Future, som både var tänkt som en fortsättning på säsongens sista avsnitt och att vara en fristående berättelse. Produktionsbolaget Twentieth Century Fox spenderade runt 60 miljoner dollar för att marknadsföra filmen och produktionskostnaden var först också satt vid 60 miljoner men landade på närmare 66 miljoner dollar. Vinsten hamnade sen på 186 miljoner dollar.

### Seriens fortsatta liv
Säsong sex och sju fortsatte ungefär som tidigare, med några undantag: de experimentella avsnitten blev fler, bifigurerna med Walter Skinner i spetsen fick mer utrymme, och nya rollfigurer tillkom: FBI-agenterna Jeffery Spender som visar sig vara son till Cigarette-Smoking Man (Cancermannen), och Diana Fowley.
Efter sju säsonger och en långfilm bestämde sig David Duchovny för att trappa ned sin medverkan som Fox Mulder. Han var som privatperson inte det minsta intresserad av det paranormala eller av spekulativ fiktion överhuvudtaget:
| ”                 | The real truth about a lot of life's mysteries can be explained by science. But people don't want to get in bed with science because it's cold. They prefer religion, myth, drama. Sv. översättn: "Den verkliga sanningen bakom många av livets mysterier kan förklaras av vetenskapen. Men folk vill inte dela säng med vetenskapen eftersom den är så kall. De föredrar religion, myter, draman" | „ |
| – David Duchovny, | |   |

Han hade dessutom redan innan serien började varit tveksam till att göra TV, eftersom hans filmkarriär precis hade fått en skjuts i och med filmen Kalifornia med Brad Pitt. Duchovny medverkade dock i ett antal avsnitt under säsong 8 också.
Problemet löstes genom att Mulder försvann och att en speciellt utvald agent, John Doggett (spelad av Robert Patrick), fick i uppdrag att hitta honom. Scully blev allt mindre skeptisk till paranormala fenomen ju längre serien pågick, något som är ganska vanligt för skeptiker i film och på TV och Doggett fick därför ta över rollen som skeptiker, och när även Gillian Anderson drog ner på sitt engagemang i serien, fick Doggetts vän, kollega och kärleksintresse, Monica Reyes allt mer utrymme i sökandet efter Mulder och sanningen om konspirationen. Under den här perioden tyckte allt fler tittare att serien tappat stinget, vilket innebar allt sämre tittarsiffror. 
Så småningom hittades Mulder, och gänget återupptog arbetet med Arkiv X. Då hade merparten av alla tittare redan gett upp, och den 19 maj 2002 sändes det sista avsnittet av Arkiv X, passande nog kallat "The Truth".

### Arkiv X: I Want to Believe
2008 kom en fortsättning på TV-serien som avslutades 2002. Filmen hette Arkiv X: I Want to Believe. Långfilmen visar vad som hänt med Mulder och Scully flera år senare efter att de slutat arbeta för FBI.

### Avsnittsguider
- Säsong 1 Inspelad i Vancouver 1993-1994, Kanada.
- Säsong 2 Inspelad i Vancouver 1994-1995, Kanada.
- Säsong 3 Inspelad i Vancouver 1995-1996, Kanada.
- Säsong 4 Inspelad i Vancouver 1996-1997, Kanada.
- Säsong 5 Inspelad i Vancouver 1997-1998, Kanada.
- Arkiv X: Fight The Future (långfilm) Inspelad i Los Angeles 1998, USA.
- Säsong 6 Inspelad i Los Angeles 1998-1999, USA.
- Säsong 7 Inspelad i Los Angeles 1999-2000, USA.
- Säsong 8 Inspelad i Los Angeles 2000-2001, USA.
- Säsong 9 Inspelad i Los Angeles 2001-2002, USA.
- Arkiv X: I Want to Believe (långfilm) Inspelad i Vancouver 2008, Kanada.
- Säsong 10 Inspelad i Vancouver 2015, Kanada.
- Säsong 11 Inspelad i Vancouver 2017, Kanada

## Skådespelare

### Huvudroller
| Karaktär       | Skådespelare     | Yrke                      | Säsonger | Säsonger | Säsonger | Säsonger | Säsonger | Säsonger         | Säsonger | Säsonger | Säsonger | Säsonger | Säsonger          |
| Karaktär       | Skådespelare     | Yrke                      | 1        | 2        | 3        | 4        | 5        | Fight the Future | 6        | 7        | 8        | 9        | I Want to Believe |
| -------------- | ---------------- | ------------------------- | -------- | -------- | -------- | -------- | -------- | ---------------- | -------- | -------- | -------- | -------- | ----------------- |
| Dana Scully    | Gillian Anderson | FBI-agent                 | H        | H        | H        | H        | H        | H                | H        | H        | H        | H        | H                 |
| Fox Mulder     | David Duchovny   | FBI-agent                 | H        | H        | H        | H        | H        | H                | H        | H        | å        | gäst     | H                 |
| John Doggett   | Robert Patrick   | FBI-agent                 |          |          |          |          |          |                  |          |          | H        | H        |                   |
| Monica Reyes   | Annabeth Gish    | FBI-agent                 |          |          |          |          |          |                  |          |          | å        | H        |                   |
| Walter Skinner | Mitch Pileggi    | Assistant Director på FBI | å        | å        | å        | å        | å        | å                | å        | å        | å        | H        | H                 |

### Stora biroller
Roller som medverkat i minst sju avsnitt.
- William B. Davis - C.G.B. Spender, även känd som "Cigarette Smoking Man", "Cigarettrökaren" (39 avsnitt, säsong 1–7 och 9, samt Arkiv X: Fight the Future)
- Tom Braidwood - Melvin Frohike (38 avsnitt, säsong 1–9, samt Arkiv X: Fight the Future)
- Bruce Harwood - John Fitzgerald Byers (36 avsnitt, säsong 1–9, samt Arkiv X: Fight the Future)
- Dean Haglund - Richard "Ringo" Langly (35 avsnitt, säsong 1–9, samt Arkiv X: Fight the Future)
- Nicholas Lea - Alex Krycek (23 avsnitt, säsong 2–9). Lea medverkade också - i en annan roll - i säsong 1.
- Laurie Holden - Marita Covarrubias (11 avsnitt, säsong 4–7, 9)
- Steven Williams - X (11 avsnitt, säsong 2–4 och 9)
- Jerry Hardin - Deep Throat (11 avsnitt, säsong 1, 3–4 och 7)
- James Pickens Jr. - Deputy Director Alvin Kersh (19 avsnitt, säsong 6 och 8–9)
- Sheila Larken - Margaret Scully (15 avsnitt, säsong 1–5 och 8–9)
- Don S. Williams - The First Elder (14 avsnitt, säsong 3–6, samt Arkiv X: Fight the Future)
- Rebecca Toolan - Teena Mulder (11 avsnitt, säsong 2–4 och 6–7)
- Brendan Beiser - Agent Pendrell (10 avsnitt, säsong 3–4)
- Chris Owens och Michal Suchánek- Jeffrey Spender (10 avsnitt, säsong 5–6 och 9). Owens medverkande också - i andra roller - i säsong 3, 4 och 5.
- Brian Thompson - Alien Bounty Hunter (10 avsnitt, säsong 2–8)
- Peter Donat och Dean Aylesworth - William Mulder, Sr. (10 avsnitt, säsong 2–6)
- Megan Leitch och Vanessa Morley - Samantha Mulder (9 avsnitt, säsong 2, 4–5 och 7)
- John Neville - The Well-Manicured Man (8 avsnitt, säsong 3–5, samt Arkiv X: Fight the Future)
- James & Travis Riker - Baby William Scully (8 avsnitt, säsong 9)
- Arlene Pileggi - Arlene (8 avsnitt, säsong 5–9)
- John Moore - The Third Elder (8 avsnitt, säsong 3–6)
- Mimi Rogers - Agent Diana Fowley (7 avsnitt, säsong 5–6)

### Mindre biroller (i urval)
- Cary Elwes - Assistant Director Brad Follmer (säsong 9)
- Charles Cioffi - Section Chief Scott Blevins (säsong 1 och 4–5)
- Floyd "Red Crow" Westerman - Albert Hosteen (säsong 2–3 och 6–7)
- John Finn - Michael Kritschgau (säsong 4–5 och 7)
- Jeff Gulka - Gibson Praise (säsong 5–6 och 8–9)
- Adam Baldwin - Knowle Rohrer (säsong 8–9)
- Melinda McGraw - Melissa Scully (säsong 2–3 och 5)
- Pat Skipper - Bill Scully, Jr. (säsong 4–5)
- Veronica Cartwright - Cassandra Spender (säsong 5–6)
- Michael McKean - Morris Fletcher (säsong 6 och 9)
- George Murdock - The Second Elder (säsong 5–6, samt Arkiv X: Fight the Future)
- Don S. Davis - William Scully (säsong 1–2)
- Karri Turner  - Tara Scully (säsong 5)
- Michael Shamus Wiles - Black-Haired Man (säsong 5 och 7, samt Arkiv X: Fight the Future)

## På svensk TV och DVD-utgåvor
Serien visades ursprungligen på TV4. De nystartade uppföljarsäsongerna 10 och 11 visades på TV3. I Sverige har serien även sänts TV4 Plus, TV4 Guld och dess första nio säsonger har sedan 2010 visats löpande i flera omgångar i TV4 Science Fiction.
Alla säsongerna finns utgivna på DVD, i flera olika regionsformat. TV-serien och långfilmerna Arkiv X: Fight The Future och Arkiv X: I Want to Believe finns i svenska utgåvor, både enskilt och i en samlingsbox.

## Seriens liv utanför serien
Serien förde med sig många catchphraser såsom "Trust No One" ("lita inte på någon"), "The Truth Is Out There" ("sanningen finns därute"), och "I Want To Believe" ("jag vill tro"). 
Den amerikanska TV-guiden TV Guide utsåg Arkiv X till den näst största kult-serien genom tiderna, efter Star Trek, och en av de bästa serierna i alla kategorier. 
Skaparen Chris Carter gick senare vidare och skapade Millennium, The Lone Gunmen och Harsh Realm, men ingen fick lika stor uppmärksamhet som Arkiv X. I både Millennium och The Lone Gunmen figurerar personer som tidigare varit med i Arkiv X. Efter att serien Millennium lagts ner medverkade även Frank Black, den seriens huvudperson, i Arkiv X.
Gruppen Catatonia gjorde en låt som heter "Mulder och Scully", Bloodhound Gang nämner Arkiv X i låten "The Bad Touch" och flera TV-serier har både parodierat och följt i Arkiv X:s spår. Mest berömt är Simpsons där båda huvudrollsinnehavarna gästskådespelade då Homer trodde att han sett en utomjording.
Det finns ett ganska stort antal skönlitterära böcker baserade på serien, både adaptioner och nya verk. Michael White har även givit ut The Science of the X-files. För de sju första säsongerna gavs det ut officiella avsnittsguider.

## Priser
Under sina nio säsonger vann Arkiv X två Emmy Award för skådespelarinsatser, en för manus, och flera för olika tekniska aspekter. Skådespelar-Emmy gick till Gillian Anderson, för hennes tolkning av Dana Scully, och Peter Boyle fick en gästrolls-Emmy för titelrollen i avsnittet "Clyde Bruckman's Final Repose". Det avsnittet gav också Darin Morgan en Emmy för bästa filmmanus.

### De tekniska Emmy-priserna
Arkiv X vann följande Emmy i olika tekniska kategorier:
- 1994 Outstanding Individual Achievement in Graphic Design and Title Sequences
- 1996 Outstanding Individual Achievement in Cinematography for a Series
- 1996 Outstanding Individual Achievement in Sound Editing for a Series
- 1996 Outstanding Individual Achievement in Sound Mixing for a Drama Series
- 1997 Outstanding Art Direction for a Series
- 1997 Outstanding Sound Editing for a Series
- 1998 Outstanding Art Direction for a Series
- 1998 Outstanding Single Camera Picture Editing for a Series
- 1999 Outstanding Makeup for a Series
- 2000 Outstanding Makeup for a Series
- 2000 Outstanding Sound Mixing for a Drama Series
- 2000 Outstanding Special Visual Effects for a Series
- 2001 Outstanding Makeup for a Series